# La corniche de Brazzaville
 (août 2025).
La corniche de Brazzaville est un projet majeur d’aménagement urbain et routier situé le long du fleuve Congo à Brazzaville, capitale de la république du Congo. Elle constitue une artère essentielle pour le désenclavement du centre-ville et la requalification des quartiers riverains, notamment Bacongo et Makélékélé.

## Histoire et contexte
Le projet de la corniche, qui remonte aux années 1970, a connu d'importantes phases de construction et modernisation, avec une relance majeure à partir de 2015. Le tronçon principal s'étend entre la Case de Gaulle et le pont du Djoué, visant à améliorer la circulation et l’accès à différents quartiers de la ville. La corniche a pour vocation de remettre en valeur le front de fleuve et de miser sur un aménagement paysagé et architectural de haute qualité, renforçant ainsi l’attractivité touristique et urbaine de Brazzaville.

## Architecture et caractéristiques techniques
Un des éléments emblématiques de cette corniche est un pont à haubans, long de 560 mètres, avec un tablier étroit, portant une passerelle piétonne offrant des belvédères sur le fleuve. Ce pont contemporain relie les quartiers de Bacongo et Poto-Poto en enjambant la ravine de la Glacière, et ses pylônes de près de 100 mètres de haut, légèrement inclinés.
La route de la corniche a été prolongée sur plusieurs kilomètres, avec deux fois deux voies, et accompagnée de murs de soutènement pour stabiliser les versants en bord de fleuve. Ces systèmes techniques intègrent des renforcements de sol et des solutions esthétiques comme le béton matricé, assurant à la fois sécurité et intégration paysagère.

## Fonction et usage
La Corniche de Brazzaville joue un rôle clé dans la circulation urbaine, facilitant le passage des habitants tout en offrant un cadre agréable avec ses espaces piétons et ses points de vue sur le fleuve Congo. Elle est pensée pour être une promenade urbaine et un lieu d’animation publique, visant à améliorer les conditions de vie des riverains et à attirer les visiteurs.

## Importance et rayonnement
Ce projet s’inscrit dans la stratégie gouvernementale de modernisation des infrastructures de Brazzaville sous la politique dite du « chemin d’avenir ». Au-delà de son utilité fonctionnelle, la corniche est perçue comme un symbole du développement urbain contemporain de la capitale, mêlant aspects techniques avancés, esthétiques et sociaux, tout en valorisant le patrimoine naturel et le fleuve Congo.